# Regino Sáinz de la Maza
Regino Sáinz de la Maza (Burgos, 7 settembre 1896 – Madrid, 26 novembre 1981) è stato un chitarrista spagnolo.
Chitarrista spagnolo, famoso per essere il dedicatario del famoso Concierto de Aranjuez di Joaquin Rodrigo.
Egli lo eseguì in prima assoluta il 8 Novembre 1940 al Palau de la Musica di Barcellona e lo incise per la RCA (Victrola vics 1322) con la Manuel de Falla Orchestra, diretta da Cristobal Halfter.
Nella capitale spagnola aveva seguito studi formali sotto la guida di Daniel Fortea, dopo un periodo di studi pianistici a Barcellona.
A 18 anni diede il suo primo recital e nel 1935 fu nominato primo professore di chitarra presso il rifondato Conservatorio madrileno.
Nel 1957 effettuò un tour negli USA collaborando come critico al quotidiano ABC.
Nel 1938 l'incontro sia con Joaquin Rodrigo che con il Marchese de Bolarque, un grande appassionato di chitarra, fu la scintilla che permise di dare alla luce nel giro di un anno uno dei più famosi concerti di tutti i tempi, sicuramente il più eseguito concerto per chitarra: il Concierto de Aranjuez, ispirato alla omonima residenza reale di Filiipo II, poco distante da Madrid. Dopo la prima Regino Sainz de la Maza ebbe occasione di eseguire il concerto circa una sessantina di pubbliche apparizioni.
Docente richiesto e profondo cultore della storia della chitarra, Regino pubblicò La guitarra y su Historia e diverse trascrizioni moderne di brani antichi che gli valsero la nomina presso la Accademia Spagnola nel 1958, primo chitarrista nella storia dal 1752.
Regino ebbe un fratello minore, Eduardo Sainz de la Maza, anch'egli chitarrista allievo di Miguel Llobet, ma soprattutto compositore di diverse e raffinate opere per chitarra.